# Лужичани (плем'я)

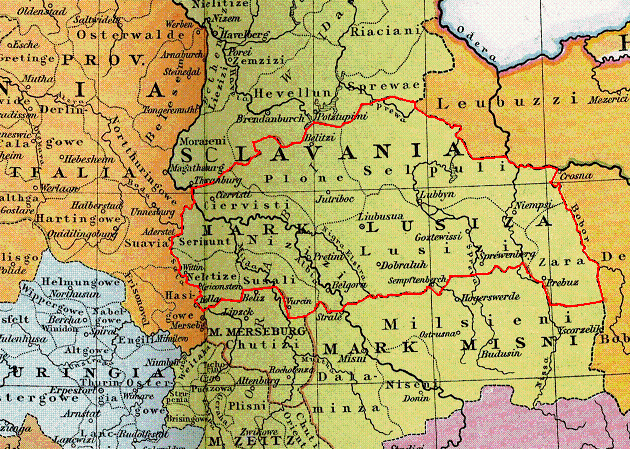
Лужичани на мапі 1000 року

Лужичани (лат. Lusitzi) — слов'янське плем'я, яке проживало на території Нижньої Лужиці в річищі Спреви i Ніси Лужицької. Одним із найстаріших міст на їхній землі був Любньов. Племена лужичан належали до сербських племен і є предками Нижніх лужичан. Перші відомості про них надав Баварський географ в першій половині IX століття перелічуючи близько двадцяти їхніх поселень.
840 року в битві з саксами при Кесигесбурзі загинув князь лужичан Цзимислав.
У 870—890-ті роках розпочато будівництво оборонних міст у зв'язку зі зростанням загрози з боку франків. Найбільша розбудова міст була близько 920 року.
932 року король Генріх І Птахолов підкорив їхні землі.
У 1002—1031 роках ці землі належали до Польщі, після того як їх здобув Болеслав І Хоробрий.
Нині чисельність етносу нараховує близько 100 тис. осіб.Релігійна приналежність - протестанство, проте окремі групи є католиками.

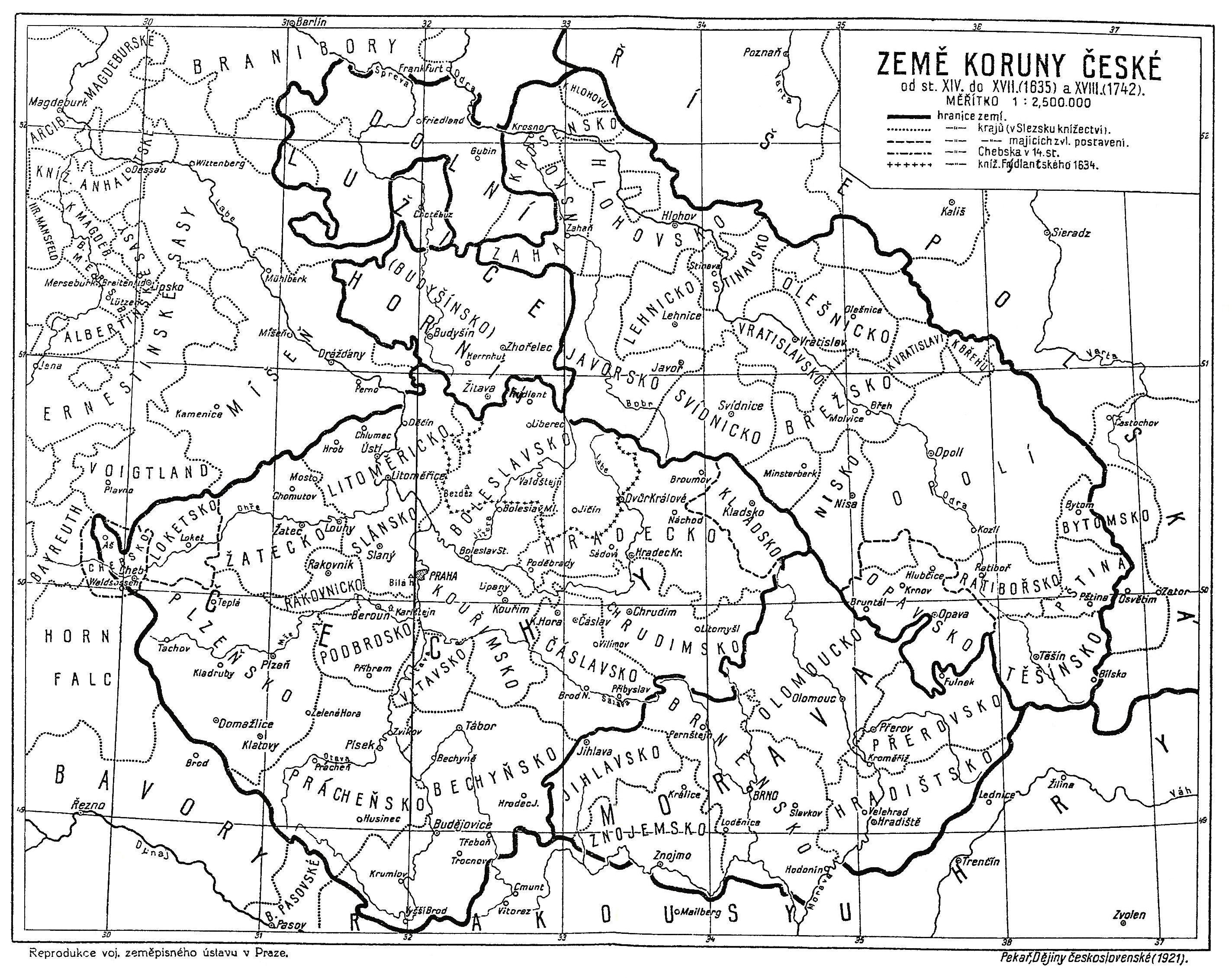
Лужицькі землі з 14 по 18 століття.